# Kiyono Otohiko
Otohiko Kiyono (sinh ngày 23 tháng 4 năm 1973) là một cầu thủ bóng đá người Nhật Bản.

## Sự nghiệp câu lạc bộ
Otohiko Kiyono đã từng chơi cho Nagoya Grampus Eight.